# Lithops aucampiae
Lithops aucampiae es una especie de planta suculenta perteneciente a la familia Aizoaceae que se encuentra en Sudáfrica. 

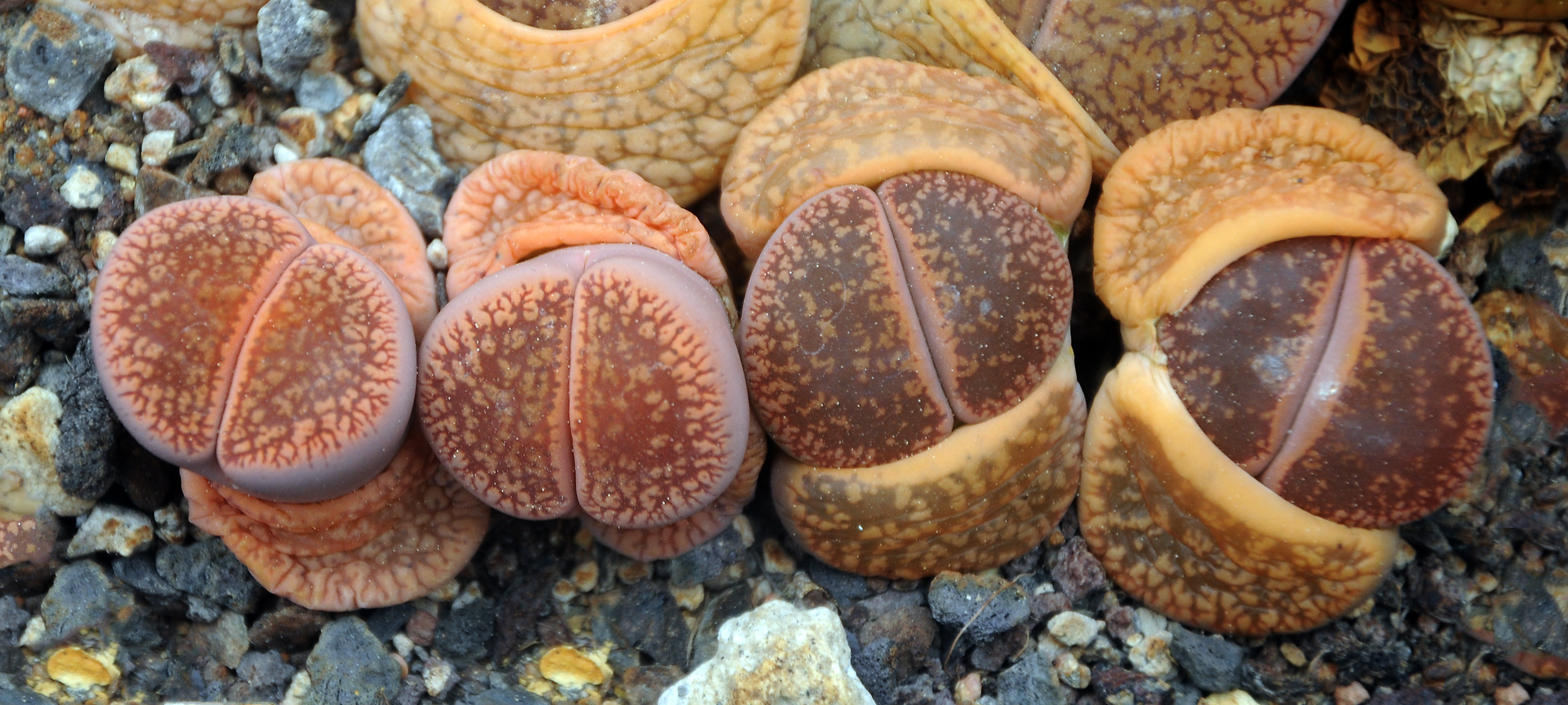
Lithops aucampiae en el jardín botánico de la universidad Basel, Suiza.

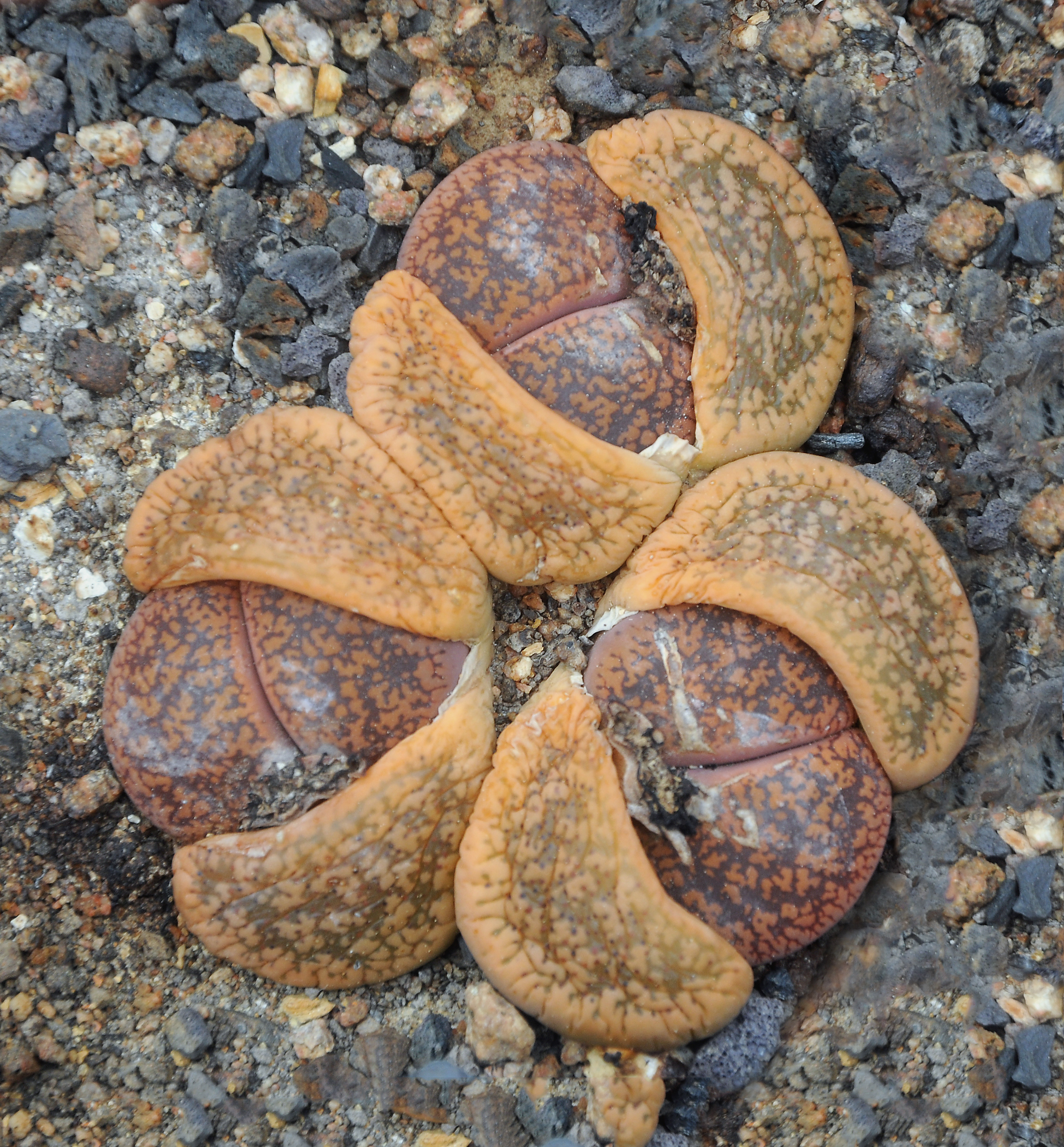
Vista de la planta.

## Hábitat
Esta planta del desierto se encuentra en zonas de mineral de hierro, con piedra arenisca, cuarzo y cuarcita.

## Descripción
Aunque de apariencia variable, se ajusta a la típica morfología de Lithops: dos hojas gruesas y carnosas (cada una con una ventana para que entre luz en la parte subterránea de la planta), separados por una grieta de la que aparece una flor amarilla. En la variedad koelemanii la ventana y la ranura se reducen.

## Taxonomía
Lithops aucampiae fue descrito por  Harriet Margaret Louisa Bolus y publicado en South African Gardening 1932, xxii. 276, 306.
Etimología
Lithops: nombre genérico que deriva de las palabras griegas: "lithos" (piedra) y "ops" (forma).
aucampiae: epíteto otorgado en honor de Juanita Aucamp, que encontró la especie en la granja de su hermano en Postmasburg, Northern Cape en 1929.